# سلفادور بينيدا
سلفادور بينيدا (بالإسبانية: Salvador Pineda)‏ هو ممثل مكسيكي، ولد في 12 فبراير 1952 بمدينة مكسيكو في المكسيك. نال الشهرة بدور ماكسيمليانو في مسلسل أنت أو لا أحد  . 

## أعمال

### مسلسلات
- إزميرالدا
- أنت أو لا أحد
- غوادالوبي

## وصلات خارجية
- سلفادور بينيدا على موقع IMDb (الإنجليزية)
- سلفادور بينيدا على موقع قاعدة بيانات الفيلم (الإنجليزية)